# Leptochilus flavicornis
Leptochilus flavicornis är en stekelart som beskrevs av Giordani Soika 1970. Leptochilus flavicornis ingår i släktet Leptochilus och familjen Eumenidae. Inga underarter finns listade i Catalogue of Life.